# Енејида
Енејида (лат. Aeneis), често неправилно Енеида, латинска је епска песма коју је написао римски писац Вергилије током последњих десет година свога живота, од 29. до 19. године пре нове ере, након што се Октавијан Август после битке код Акцијума (31. п. н. е.) коначно учврстио као самовладар римске државе.

## О епу
Основна сврха епа је да прослави порекло и развитак Римског царства те достигнућа како Рима тако и самог Августа. Темељна идеја епа јесте легенда о Енеји, тројанском јунаку који је преживео освајање и пустошење Троје те је, након дугих лутања, основао у италској покрајини Лацију тројанско насеље Лавиниј, названо по његовој италској супрузи Лавинији. Тиме је Енеја, преко свога сина Јула предак рода Јулијеваца, оснивач града Албе Лонге, а у крајњој линији и самога града Рима.
Еп се састоји од дванаест књига и има укупно 9.896 хексаметара. Најважнији Вергилијев узор био је Хомер. Од Илијаде и Одисеје зависна је Енејида и у садржини и у композицији. Првих шест певања Енејиде — у којима се описују Енејина лутања — одговарају садржини Одисеје, а других шест певаја — где се описују бојеви у Лацију — одговарају садржини Илијаде. Од Хомера узео је Вергилије и идеју да отпочне са последњим догађајем из Енејиних лутања, а да претходне догађаје накнадно исприча као епизоду (у Одисеји се тако на двору феачкога краља Алкиноја приповедају Одисејева лутања). Шеста песма Енејиде — силазак у подземни свет — одговара XI књизи Одисеје, где Одисеј силази у Хад. И у Енејиди имамо игре на гробу Анхизовом (којима одговарају посмртне игре у Патроклову част у Илијади), затим опис Енејиног штита (коме одговара опис Ахилејевог штита у Илијади) итд. У изразу и стилским фигурама такође се Вергилије веома много угледао на Хомера.
Вергилија је смрт прекинула у раду на овом епу; да је песма остала недовршена доказује неких 60 непотпуних хексаметара који се налазе раштркани по целом епу и које је песник сигурно намеравао поправити. С друге стране, мало је вероватно да је песник намеравао додавати песми било шта што би суштински променило, продужило или скратило садржај спева. Енејиду су за објављивање након песникове смрти припремили његови пријатељи Варије Руф и Плоције Тука.

## Књиге: пут у Италију

### Књига
Енеја, који већ седам година након пада Троје путује ка Лацију у Италији, управо напушта Сицилију. Богиња Јунона, непријатељица Тројанаца и заштитница Картагине (за коју зна да јој је суђено да једнога дана буде уништена од стране народа тројанскога порекла), наређује богу ветрова Еолу да пошаље олују на Енејине бродове. Тада страдају неки од бродова, али бог Нептун умирује олују, те Енеја с преосталим бродовима пристаје на обалу Африке. Тројанце срдачно прима Дидона, краљица тек основане Картагине. Дидона је недавно побегла из града Тира, где је краљ Пигмалион убио свога брата и Дидониног супруга Сихеја. Богиња Венера, Енејина мајка, плашећи се и Јуноне и Тиријаца, удеси да се Дидона заљуби у Енеју.
На Дидонину молбу, Енеја прича о пропасти Троје и догађајима који су уследили након пада: о градњи тројанског коња и Синоновом лукавству, о Лаоконтовој смрти, паљењу града, очајничком али неуспешном отпору Тројанаца, Пријамовој погибији и Енејином властитом бекству на Венерин подстицај. Прича о томе како је свога оца Анхиза на раменима изнео из града, свога сина Асканија (Јула) узео за руку, како је изгубио своју жену Креузу која их је следила, те како му је њен дух открио судбину која му је намењена.
Енеја наставља своје причање. Он и његови другови који су с њим изашли из Троје граде бродове и испловљавају. Пристају у Тракији, али одлазе након што је Енеја тамо пронашао гроб свог убијеног рођака Полидора и чуо његов глас. Затим отплове на острво Делос, где им Аполоново пророчиште казује да треба да траже земљу која је прва изнедрила тројански народ. Они погрешно закључе да је то Крит, те пристану на том острву, али одатле побегну због неке куге која избије на острву. Енеја сад схвати да треба да плове ка Италији. На свом путу ка Италији они пристану на острво на коме су живеле Харпије те их нападну. Харпија Келена им прориче да неће основати никакав град све док не буду тако изгладнели да морају „јести своје столове” (в. даље Књига VII). У граду Бутроту у Хаонији сретну Пријамовог сина Хелена и Андромаху. Хелен казује Енеји којим путем треба да иде, да треба да посети Сибилу у Куми и да свој нови град треба да оснује тамо где поред једног осамљеног потока нађе белу крмачу и њених тридесет прасића. Кренувши даље Енеја посећује земљу Киклопа на Сицилији. Његов отац умире у Дрепанону. Са Сицилије стиже у Африку.
Дидона, премда се своме покојном мужу била заклела на доживотну верност, признаје својој сестри Ани да се заљубила у Енеју. Јунона и Венера одреде да ће се љубав Дидоне и Енеје запечатити тако што ће водити љубав након што један њихов поход у лов буде прекинут олујом па буду морали да се склоне у исту пећину. Гласина о њиховој љубави стиже до Јарбаса, краља суседног гетулског краљевства, кога је Дидона одбила када ју је просио и који сада у свом гневу упућује молбе Јупитеру. Јупитер одређује да Енеја мора напустити Картагину. Када Дидона схвати да се Енејини бродови спремају да исплове, преклиње Енеју да остане с њом. Он јој одговара да нема избора јер му богови заповедају да крене у Италију, чак и против његове воље. Дидонин бес не зауставља припреме Тројанаца за покрет, и чак ни њена последња молба не мења Енејину одлуку. Она се сада припрема на самоубиство и, када је видела испловљавање тројанских бродова, пали властиту ломачу и проклиње Енеју и цело његово потомство.
Тројанци поново пристају у Сицилији, где их љубазно дочекује њихов земљак Ацест. Прошло је годину дана од Анхизове смрти на том месту, те се обележава годишњица уз приношење жртава и одржавање надметања. Прво надметање је трка између четири брода. Гијант, заповедник брода Химера (Chimaera), љутито баци свога крманоша преко палубе када је изгубио вођство од брода Сцила (Scylla) којим заповеда Клоант; Сергестов брод Кентаур (Centaurus) се насуче; Мнестеј у броду Пристис престигну Гијанта, али не успе да стигне Клоанта. Затим следи такмичење у трчању, током којега Нис, након што се саплео и пао, намерно саплете Салија да би осигурао победу своме пријатељу Еуријалу. У боксерском мечу између Тројанца Дареса и Сицилијанца Ентела, Енеја прекине борбу након што Сицилијанац окрутно насрне на Дареса. Затим следи надметање с луком и стрелом, те на крају процесија 36 младих коњаника предвођених Асканијем, што ће касније постати традицијом у Риму током тзв. Тројанских игара. У међувремену Тројанке, уморне од дугих лутања, подстакне Јунона да запале бродове. Међутим, уништене су само четири лађе јер на Енејину молбу почне пљусак који угаси пожар. Касније Тројанци поново отплове, али неки остају на Сицилији да би ту основали град по имену Ацест (касније Сегеста). Крманош Палинур заспи и падне преко палубе.

## Књига
Енеја посећује Сибилу у Куми, која му предсказује муке које га чекају у Лацију. По њеном упутству, Енеја откине златну грану и затим са Сибилом кроз Авернијску пећину близу Авернијског језера силази у подземни свет. Стигавши до реке Стикс угледају духове несахрањених људи који не могу прећи реку, а међу њима је и крманош Палинур, који им прича о својој судбини и моли их да му приреде покоп. Видевши златну грану, Харон им допушта да пређу Стикс, а затим њих двоје успавају Кербера колачем „од меда и магијских трава које имају моћ да успавају”. Иза Керберове пећине Енеја и Сибила налазе различите групе покојника: ту су деца, неправедно осуђени на смрт, они који су умрли од неузвраћене љубави (међу њима је и Дидона, која остаје недирнута Енејиним извињенима и молбама за опроштај), те они који су погинули у биткама. Енеја и Сибила затим стижу пред улаз у Тартар, где најгори грешници трпе огромне муке и патње, а онда настављају пут све док не стигну до Елизија, где у блаженству живе душе праведника. Ту Енеја среће свога оца Анхиза те узалуд покушава да га загрли. Енеја угледа душе како пију воду из реке Лете, те Анхиз објашњава да су то оне душе које ће се поново родити: током дугог боравка у подземном свету те су се душе очистиле од својих пређашњих грехова и сада из реке Лете пију воду како би изгубили све своје досадашње сећање. Ову теорију о реинкарнацији Вергилије је можда преузео од Платона или од орфичких и питагорејских учења. Анхиз показује Енеји душе оних људи којима је преодређено да достигну велику славу у римској историји, а то су: Ромул, римски краљеви, велике римске војсковође, сам Октавијан Август и његов нећак Марко Клаудије Марцел (о чијем кратком животу Вергилије прави дирљиву алузију). Након тога Енеја и Сибила напуштају подземни свет кроз „врата од слоноваче”, путем којих се људима шаљу лажне визије (о значају ових врата код Вергилија много се и дуго расправљало, али без коначног закључка). У овој књизи налазе се стихови који се могу сматрати средишњим за цео еп (VI, 851—853):
Tu regere imperio populos, Romane, memento:
hae tibi erunt artes: pacisque imponere morem,
parcere subiectis et debellare superbos.
Твоје ће, Римљанине, бити да народ'ма владаш:
твоја умећа ће бити: да намећеш владу мира,
покорене да штедиш, немирне снажно да ломиш.

## Књиге: рат у Италији

### Књига
Енеја и Тројанци стижу до ушћа реке Тибар и пристану у Лацију. Ту се испуњава пророчанство Харпије Келене (в. горе, Књига III), јер једу колаче од хлеба који су им служили као какве зделе. Лавинија, кћерка краља Латина, који влада Лацијем, има много просаца од којих највише шанси има Турно, краљ Рутула. Међутим, Латину је његов отац прорекао да се Лавинија не сме удати ни за једног од Латина него за странца који ће са стране доћи у Лациј. Латин љубазно прима изасланике Тројанаца, а затим Енеји нуди савез и руку своје кћерке. Јунона види да се Тројанци спремају ту настанити те позива Фурију Алекту, која у душама Лавинијине мајке Амате и Турна подстиче бесно непријатељство и мржњу према Тројанцима. Алекта удеси да Асканије, који је отишао у лов, том приликом рани јелена који је држан као љубимац краљевског домаћинства. То изазове борбу. Латин је немоћан у својим покушајима да заустави припреме за рат, и италска племена се окупљају под водство својих вођа, међу којима се, осим Турна, налазе Мезенције, мрзитељ богова и омражени тиранин, затим Месап, Вирибије (Хиполитов син) те волшчанска ратница Камила.
Бог реке Тибар храбри Енеју говорећи му да тражи савезништво с Аркађанима и њиховим вођом Евандром, који је основао град на Палатину, који ће касније постати делом града Рима. Веслајући уз Тибар, Енеја види на обали белу крмачу с њеним прасићима, управо како је и било предсказано. Евандар обећава своју помоћ тројанском јунаку. Бог Вулкан, на Венерину молбу, кује за Енеју оклоп. Евандар, који је Енеји показао различита места у свом граду, која ће касније бити знаменитости Рима, саветује да се склопи савез с Етрурцима. Венера доноси Енеји његов нови оклоп, који укључује и штит на коме се налазе прикази различитих догађаја из римске будућности, све до битке код Акцијума.
Енеја је својим Тројанцима рекао да се у његовој одсутности држе табора, те они одбијају да прихвате битку чак и када их окруже Турно и његова војска. Када Турно покуша да запали тројанске лађе, Нептун претвара лађе у морске нимфе. Када је пала ноћ, Нис и Еуријал излазе из табора како би пронашли Енеју. Том приликом убију неколико непријатељских војника који су били пијани заспали, али их потом спази колона коњаника, од чије руке обојица и гину, али тек након што је Нис покушао да спаси свога пријатеља. Рутули нападају тројански табор, а Асканије, коме је ово прва битка, убија једног Рутула који је узвикивао увреде. Турно је одсечен у унутрашњости табора и убија мноштво Тројанаца, а затим скочи у реку као би побегао.
На Олимпу богови расправљају о сукобу на земљи. Енеја склапа савез са Тархоном, етрурским краљем, те с њим и Евандровим сином Паласом креће натраг ка Тројанцима. Турно их напада чим су њихови бродови дошли до обале: дође до битке у којој гине Палас. Јунона створи указање Енеје, те Турно стане да гони ту приказу, мислећи да је то прави Енеја: Турно следи приказу на један брод који га одвози. Енеја рани Мезенција и невољно убија Мезенцијевог сина Лауса који је покушао да заштити свога оца. Мезенције узјаше свога верног коња Реба (Rhaebus) и крене у последњи напад на Енеју, али Тројанац убија и Мезенција и његовог коња.
Енеја прoславља тројанску победу и оплакује Паласову смрт. Латини шаљу изасланике и склапа се примирје. Краљ Латин и италски вође се срећу и расправљају; пада предлог да Турно, који носи највећу одговорност за избијање рата, треба и да заврши тај рат тако што ће се огледати у двобоју с Енејом. Турно прихвата тај изазов. Латини сада чују да Тројанци и Етрурци крећу против њих, а нападаче дочекују Камила и њена волшчанска коњица. У бици која је уследила Тарахон свуче Венула с коња, Арунс убија Камилу, али њу освети Опис, гласник богиње Дијане. Волшчани најзад буду поражени.
Латини су обесхрабрени и Турно одлучује да се сам сукоби с Енејом, упркос томе што краљ Латин и Амата покушавају да га од тога одговоре. Спроводе се припреме за двобој, али Турнова сестра Јутурна подстакне Рутуле, који су ионако већ забринути за исход двобоја, да се умешају. Тако се две војске поново сукобљавају. Енеју погоди и рани једна стрела, али Венера га излечује те он стане да гони Турна. Тада Енеја спази да је град Латина небрањен те поведе тројанску војску на град. Амата из очајања изврши самоубиство. Затим Турно изазива Енеју на двобој и две војске стоје по страни док се двојица вођа међусобно боре. Енеја копљем рани Турна и коначно, када види да његов непријатељ на себи носи оружје скинуто с мртвог Паласовог тела, мачем пробада и убија Турна.

## Друштвени и књижевни контекст
Победивши Марка Антонија у бици код Акцијума 31. п. н. е. Октавијан је завладао и грчким истоком, поставши самовладар, али не монарх хеленистичког типа, него ослањајући се, барем формално, на римске републиканске традиције. Волео је да га називају принцепс, традиционалним називом за првака сената у доба републике (принцепс сенатус): стога је и државно уређење које је завео названо принципатом. Тиме су завршене деценије крвавих грађанских ратова, али је тиме нестало и Римске републике. За традиционални датум утемељења принципата узима се 13. јануар 27. п. н. е., чиме је започело и вишевековно раздобље Римског царства. Три дана након тога Октавијан је од сената добио назив Августус (грчки Sebastós = Узвишени), што ће отада и он сам и његови наследници истицати као део својега имена: Imperator Caesar Augustus. Концентрисавши у својим рукама све најважније части, од конзулског назива и врховног заповедништва над војском до части народног трибуна, Август је постао самовладар, а у Риму успоставио мир, назван по њему Pax Augusta. Најјаснију оцену прилика тога доба сажео је Тацит у другом поглављу на почетку својих Анала: „Када након Антонијеве насилне смрти ни јулијевској странци није преостало других вођа до Цезара, овај се одрекне тријумвирског положаја, стаде се називати конзулом и наводно се задовољи трибунским правом да заштити народ. Пошто придобије војнике даровима, народ обиљем жита, све пак сладошћу мира, стаде се постепено издизати и себи присвајати права сената, магистрата и закона. И нико му се није противио, јер најодважнији бејаху пали у биткама или проскрипцијама и јер су се остали нобили толико више уздизали у богатству и частима колико је ко био спремнији на ропску послушност, а како су у новоме поретку били на добитку, више су волели сигурну садашњост него погубну прошлост”.
Август, правим именом Гај Октавије, а откад га је Јулије Цезар усинио — Гај Јулије Цезар Октавијан, владао је као цар пуних четрдесет година током којих је Рим израстао у милионски велеград. Ако му је главни циљ и био да многобројним грађевинама увелича сјај своје владавине, ипак је тиме и становништву престонице дао посла, а беспослени је градски пролетаријат смањио и тиме што је војничке ветеране населио по многим колонијама у Италији и у провинцијама. Учвршћујући своју власт ограничавањем власти сената, новом управном поделом провинција, постављањем темеља царском чиновничком апарату итд., Август је одлучно спроводио и унутрашње реформе друштва, као што су закони против раскоши богатих, за ревитализацију брачног живота, против нерађања деце и очување односно враћање на неке традиционалне вредности живота из староримске републике. Све су те Августове мере, премда је на њих много полагао, биле краткога века, прво јер се друштвени токови тешко дају регулисати законским актима, а затим и јер се показало немогућим друштвене вредности некадашњег полиса пресликати на престоницу царства које је, обнављајући се из криви што ју је за собом оставила римска република, сада ширило своје хоризонте и обједињавало многе и различите културе. Ипак су те Августове реформе исцрпљеној римској елити дале снажан, иако тренутан, подстицај да се заложе за све оно што је остало и живо и вредно из раздобља раста римске републике. За то је цар придобио и неке врло угледне некадашње своје противнике, отупио оштрицу опозиције, па чак личним утицајем придобио и одређену склоност маса.
Доба Августове рестаурације, како се често назива, наметнуло је и назив „Августово доба” овом одсечку класичног доба римске књижевности, за чије се међаше традиционално узимају 30. п. н. е. и 14. године н. е. и тиме недвосмислено везују за период самовладе Октавијана Августа. Иако те године сигурно нису ни почетак ни крај и чак немају директног књижевног значаја, ипак су то прекретнице које се дубоко засецају у друштвену, политичку и културну историју. У периодизацији римске књижевне историје овде би се ипак могла направити мала исправка и почетак тзв. Августовог доба померити на 43. п. н. е., када су Октавијан, Антоније и Лепид узели за себе овлашћења ad rem publicam constituendam. Писци Августове обнове почели су своје стваралаштво управо између 43. и 30. године: Вергилије је, након својих младалачких песама сачуваних у Вергилијевом додатку, у раздобљу од 42. до 39. године саставио Пастирске песме, своје прво знаменито дело, које веома добро симболише ово прелазно доба, у коме нестаје република; а постепено смиривање политичких прилика и израстање новог поретка огледају се у његовом дидактичком епу Георгике, писаном између 37. и 29. године. На почетку Хорацијевог стваралаштва стоје прва књига Сатира (издата 35), те друга књига Сатира и књига Епода, обе писане између 35. и 30. године. И остали су песници, осим Овидија — дакле, Корнелије Гал, Тибул, Проперције — свој књижевни рад почели пре дефинитивног учвршћивања Августа на челу римске државе. Због тога би се раздобље од 43. до 30. године могло издвојити као „тријумвиратски” период римске књижевности.
Први Августов период започиње, дакле, 30. године и премда је већ 27. формално утемељен принципат као нови облик државнога уређења, доња граница овога одсечка мора се померити отприлике у 20. годину п. н. е. Проперцијева друга књига Елегија, Тибулова прва и друга књига Елегија, Хорацијеве Оде I—III и Вергилијева Енејида — сва та дела у основи припадају првом Августовом периоду (премда Енејида остаје недовршена и после Вергилијеве смрти 19. п. н. е.). Крају овог одсечка припадају Хорацијева Писма I и II, 1, те Проперцијева трећа књига Елегија: у тим се делима већ примећују знаци атмосфере другог Августовог доба. Око 20. године, наиме, долази до прекретнице у природи владавине Августа, који напушта ранију политику „меког патроната” над песницима и демонстрира чврсту руку неприкосновене власти. Меценат, који је до тада тактички посредовао између жеља цара и моралних скрупула песника, из непознатих се разлога око 20. п. н. е. повукао из јавнога живота, а Август почео да раскида, или барем модификује многе од оних републиканских форми што су као атавизми заостали из претходног раздобља. Другом Августовом периоду припадају Проперцијева четврта књига и Хорацијеве Оде ИВ, Писма II, 2 (Августу) и II, 3, (тзв. Ars poetica). Овидијеве Љубавне песме захватају оба Августова периода, док сва остала његова дела припадају другом периоду.
Као што се претходни период, Цицероново доба, одликовао изванредним успоном прознога стваралаштва, тако у Августово доба песништво достиже своје најсјајније врхунце у целокупној римској књижевности. Том су песништву и сам Август и његови блиски сарадници, посебно Меценат, давали своју пуну подршку, како моралну тако и материјалну. Зато је и даље актуелно често постављано питање да ли песништво Августовог доба има карактер дворског песништва. Потврдни се одговор сам намеће, ако се мисли на опште и појединачне подстицаје који су долазили било од цара самога било од људи из његовог окружења на плану културне пропаганде, која се делом сводила на протежирање тематике у оквиру Августове обнове, а делом — посебно у другом Августовом периоду — и на слављење цареве личности и његових заслуга за римски народ. Ово се песништво, пак, не може окарактерисати као дворско ако се има у виду висок степен естетске слободе коју је уживао сваки стваралац, како онај ближи цару и његовом кругу тако и онај даљи. Тим пре што су се и многи републиканци у току Августове владавине интимно сложили с начелима мира и реда које је Август спроводио не морајући их притом наметати јер је велики део писаца тог доба у својој младости или чак зрелости имао прилике доживети крваву стварност грађанског рата. Као да се предах, осећај олакшања након бурних времена одсликава у њиховом стваралаштву.
Мада се показује немогућим дати једнозначну карактеризацију песништва Августовог доба, чињеница је да у том периоду долази до коначне промене статуса песника и поезије у римском друштву, до промене која је имала велики значај. Писање поезије се сада појављује као угледна професија племенитих Римљана. Песници напуштају естетицизам, то катуловско занимање за песничку вештину ради вештине саме, и повезују се с друштвом, откривају или признају своју друштвену ангажованост — или се, пак, осећају обавезнима да бране своју неангажованост. Оживљава, дакле, класични грчки поглед на поезију: сматра се да је она дело важних људи и да може користити грађанима, било у моралном или у васпитном смислу. Од елегијских песника, Тибул је био витешког порекла и Хорације га је сматрао имућним; Овидије и Проперције су такође били витезови (equites), а Проперције је имао везе са људима из сенаторског сталежа и пријатеље у конзулским породицама. Хорације не стоји тако добро: он је син ослобођеника, али ослобођеника који је ипак имао довољно средстава да своме сину обезбеди тада најбоље могуће образовање. На крају је Хорације достигао статус својеврсног дворског песника (poeta laureatus): он не само да на себе узима улогу етичког и васпитног песника, него даје и теорију такве поезије.
Пошто су песници традиционално потицали из нижих друштвених слојева и пошто у римскоме свету није било неког система „хонорара” (осим за писце драма), њима је средства за живот обезбеђивало пре свега покровитељство. Песници су се окупљали око богатих римских аристократа, па је велики епски песник Еније, на пример, за покровитеља, поред осталих, имао и Марка Фулвија Нобилиора, а постоји и читав низ других песника који су живели од својих епова у којима су славили аристократске војсковође. Премда су се тако песници у основи уклопили у општеримски систем клијената и патрона, већ је у нараније доба постојала разлика између обичних клијената и клијената-песника, јер је оно што је песник могао пружити своме патрону било на далеко већој цени него оно што су му пружали остали клијенти, а то је овековечење његове славе. Штавише, многи су Римљани, укључујући Цицерона, сматрали да ће им управо mamoria sempiterna (= вечно сећање) омогућити да и после смрти наставе свој „живот”. Цицерон, на своју жалост, није успео пронаћи песника вољног да опева његове рес гестае, па се сам предузео тога посла. Тако је сваки песник на известан начин могао обезбедити бесмртност. Управо је то кључан аргумент у познатој Цицероновој одбрани песника Архије: Архија је омогућио бесмртност Марију и Лукулу, а преко њих и целом римском народу. Овај аспект улоге песника у Риму задржава своју изванредну важност и у Августовом добу.
Али с променом положаја песника мењала се и природа патроната. Катул, чија породица има пријатељске односе с Јулијем Цезаром, нема економске потребе за покровитељем. Његов круг је „котерија”, друштво једнаких: када се у својој првој песми обраћа Корнелију Непоту, то представља само гест пријатељства или учтивости и ништа више. Слично је и с Проперцијем у време кад пише прву књигу. Али патронат постоји и даље, чак и међу песницима Августовог доба који се налазе високо на друштвеној лествици. Најважнији књижевни круг овога доба био је онај чији је заштитник и покровитељ био блиски Августов сарадник, Гај Цилније Меценат (између 74. и 64. — 8. п. н. е.). Из угледног етрурског рода, на који је био веома поносан, Меценат је у време Августовог успона обављао и неке политичке функције, међу осталим имао и посредничку улогу у измирењу Антонија и Октавијана 40. године и два пута био Октавијанов заступник у Риму. Иначе се држао подаље од државних служби. Његовом су књижевном кругу, у којем је, чини се, Епикурова филозофија била везна нит, припадали: Луције Варије и Вергилије, који су у круг увели Хорација, а касније им се придружио Проперције. Међу мањим књижевницима учествовали су Меценатов ослобођеник Гај Мелис и епиграматичар Домиције Марс, затим Вергилијеви и Хорацијеви пријатељи Плоције Тука и Квинтилије Вар.
Током првог Августовог периода Меценат се појављује као августовски патрон који посредује између песника и принцепса. Пре свега, Август је природно желео да његова херојска дела буду забележена у неком епу — желео је, дакле, властити делић бесмртности. Проблем је био у томе што су Меценатови песници — Вергилије, Хорације и затим Проперције — у већој или мањој мери били људи од начела, и моралних и књижевних. Прилагодљиви је Тибул у своје елегије испеване у част љубави и мира могао укључити похвалу свога покровитеља Месале Корвина и његових војничких подвига. Али не и Проперције. Осим тога, он није био епски песник, као што то није био ни Хорације, а првобитно ни Вергилије. То је представљало проблем. Али Август је ипак био, благо речено, моћан. Морална и књижевна начела песника потеклих из виших друштвених слојева и жеља цара да буде прослављен у епу тако се измирују помоћу дипломатије, посредовања, објашњавања. Управо је Меценатова заслуга што су његови песници имали слободу да једно време одбијају цареве захтеве или их испуњавају на њима својствен начин.
Меценатов се круг од других разликовао и у другим важним аспектима, а не само с обзиром на морална и уметничка гледишта његових песника. Пре свега, ради се једноставно о томе шта се нуди: ови песници додуше нису били понизни сиромаси, али су Хорацију, на пример, била потребна нека средства за живот, а сви бејаху изгубили породичну имовину у запленама земљишта током тријумвирског периода. Меценат и Август су Хорација и Вергилија даровали великом имовином (посебно, чини се, Вергилија), што је тим песницима омогућило да живе у веома угодној доколици било у граду или на селу. Стога су ови иначе морално осетљиви људи морали имати известан осећај моралне одговорности према своме доброчинитељу. Затим, задатак на који су били подстицани није се састојао само у прослављању херојских дела великог војсковође. То је било нешто јединствено за Меценатов круг и одсликавало је јединствену природу његовог и затим Августовог покровитељства. Бити његов штићеник, посредно или непосредно, значило је бити штићеник власти, при чему је постојао притисак да се политика власти протежира и њен углед узвисује. То се могло чинити незавидним задатком, али и изазовом, и ови су се скрупулозни песници тога задатка прихватили, иако не увек ентузијастички и непосредно.
С наступом другог Августовог периода мења се природа царског покровитељства над песницима. Софистицирани Меценат, из недовољно јасних разлога, губи на важности и песници долазе под непосредни патронат цара. Његова је рука била тежа и постајала је све тежа. Политички живот око 20. п. н. е. открива једног више аутократскога владара (18. године су, на пример, донети строги закони о браку), а поезија, изгубивши посредништво Мецената, такође мора одговорити новим приликама. Хорације је, на пример, невољно издао четврту књигу Ода, која садржи оно што је раније углавном избегавао: панегирик. Проперције је истовремено сматрао мудрим да у четврту књигу својих Елегија уврсти и песме које одговарају званично прокламованим идеалима Августове рестаурације.
Хорације и Проперције су, дакле, љубазно одбили Августову и Меценатову молбу да напишу дело које би прославило првог римског цара и његове рес гестае, али чинило се, бар судећи по уводу у трећу књигу Георгика, да би Вергилије био вољан саставити једно такво дело. Он се тога и потхватио, али на крају је створио дело које је далеко надрасло своју првобитну тематику оснивања Рима и слављења Августа.

## Значај и утицај
Спев који је Вергилије створио, а који је првобитно требало да прославља римске почетке и првога римског цара, пред нама стоји као веома сложено књижевно дело. Оквир тога дела чини хомерска епика, која подразумева присуство божанстава и њихову интервенцију у људско деловање, као и херојске подвиге. Поједине епизоде у епу показују дуг према спеву Аргонаутика Аполонија Рођанина, као и према старим римским песницима Гнеју Невију и Квинту Енију. Ипак, цела је Вергилијева песма дубоко прожета римским темама, римским вредностима и римском историјом. На основном нивоу римски народ и водеће римске породице прослављају се приказом њихових предака који су живели у давно херојско време, а истовремено велике римске победе приказују се прогресивно — тако као да оне неумитно воде ка врхунцу који се остварује у Августовој владавини. И град Рим и цела Италија приказани су као делови једног великог божанског плана. Важну карактеристику епа чини приказ Италије као јединствене целине, готово у модерном значењу нације, те приказ римске историје као непрекинуте целине од оснивања града до утемељења царства.
Религијска веровања којима је еп прожет много су дубља од традиционалних митолошких представа грчких и римских божанстава. Античка веровања и ритуали, према којима се у епу исказује дужно поштовање, коегзистирају заједно са филозофским ставовима које су Римљани преузели из грчке филозофије и модификовали их према властитом систему вредности. Теологија у VI књизи и етичка питања која се расправљају у IV и XII књизи изазивају питања на која се не може дати коначан одговор. Нарочито је љубав између Енеје и Дидоне у ИВ била предмет многих расправа, а песник је изазивао и критике због тога што је ту Енеју представио као прилично злобног човека, за разлику од Картагињанке Дидоне која изазива све симпатије читаоца. Велико је песниково достигнуће не само то што је приказао божанско предодређење Рима да осваја, влада и намеће мир, него и то што је описао патње и освајача и освојених, и племенитих и обичних људи, и оних који су се заплели у судбину других људи, као што су Креуза, Турно, Лаус, Палас и Мезенције.